# Gonzalo García (rugby à XV)
Pour les articles homonymes, voir Gonzalo García et García.
Ne doit pas être confondu avec Gonzalo García (rugby à XV, 1999).

a Compétitions nationales et continentales officielles uniquement.

b Matchs officiels uniquement.
Dernière mise à jour le 15 juin 2024.
Gonzalo García, né le 18 février 1984 à Mendoza (Argentine), est un joueur international italien de rugby à XV qui évolue au poste de centre. Par la suite, il se reconvertit en tant qu'entraîneur.

## Biographie
Gonzalo García fait ses débuts avec l'Italie le 21 juin 2008 lors de la tournée estivale 2008 face aux Springboks et marque son premier essai international lors de cette rencontre.
Gonzalo Garcia signe à l'intersaison 2016 en Fédérale 2, avec le Cahors Rugby. Il quitte le club en décembre 2016.

## Statistiques en équipe d'Italie
Gonzalo García compte 44 sélections depuis sa première sélection le 11 juin 2008 contre l'Afrique du Sud. Il inscrit 16 points, deux essais et deux pénalités. 
Il compte cinq sélections en 2008, huit en 2009, cinq en 2010, sept en 2011, quatre 2013, six en 2014, quatre en 2015 et cinq en 2016.
Gonzalo García participe à six éditions du Tournoi des Six Nations, en 2009, en 2010 en 2011, 2013, 2014 et 2016.
Gonzalo García participe à deux éditions de la Coupe du monde. En 2011, il obtient quatre sélections (Australie, Irlande, États-Unis). En 2015, il joue lors de deux rencontres, face au Canada et l'Irlande.

## Palmarès
- Vainqueur du Championnat d'Italie en 2008 avec le Rugby Calvisano et en 2010 avec le Benetton Trévise.